# 太蓬山摩崖造像及石刻
太蓬山摩崖造像及石刻位於四川省南充市營山縣，文物遺址年代判定為唐代-民國。2007年6月1日公佈為四川省第七批文物保護單位。